# Weischütz
Weischütz – dzielnica miasta Freyburg (Unstrut) w Niemczech, w kraju związkowym Saksonia-Anhalt, w powiecie Burgenland, w gminie zbiorowej Unstruttal.
Do 30 czerwca 2009 Weischütz było samodzielną gminą.

## Geografia
Weischütz leży na zachód od miasta Laucha an der Unstrut, na lewym  brzegu rzeki Unstruta.